# Bring It On!
Bring It On! was een Nederlands radioprogramma van de NCRV op 3FM, dat elke zondag van 18.00 t/m 20.00 uur werd uitgezonden. De eerste uitzending was op 14 mei 2006, omdat het vorige programma op dit tijdstip, BuZz, werd gestopt doordat dj Marc de Hond vertrok naar concurrent Caz!.
In het begin van de zomer van 2009 werd bekend dat de vorige presentatrice, Barbara Karel, stopte bij 3FM. Het programma werd daarna gepresenteerd door Sander Guis, destijds bekend van zijn radioprogramma Guis, die elke werkdag van 04.00 uur tot 06.00 uur te horen was op 3FM.
Naast het programma Bring It On! maakte dit team ook het 3FM/NCRV Eindexamenjournaal. Tevens is er elk jaar het 3FM Serious Talent jaaroverzicht (1 januari) en de 3FM Serious Talent Award (april).

## Vaste items
- Een gesprek met een van de Serious Talents van dat moment
- Studio-optreden van een bandje
- Gasten over diverse onderwerpen
- Serious Request
- Webcovers

Op 1 september 2012 was de laatste uitzending van Bring It On!. Het stopte omdat Guis zich meer wilde richten op zijn programma's voor Radio 2. De zendtijd van Bring It On! is overgenomen door Barend van Deelen en Wijnand Speelman met hun programma Barend en Wijnand.